# Sas 4-Toren

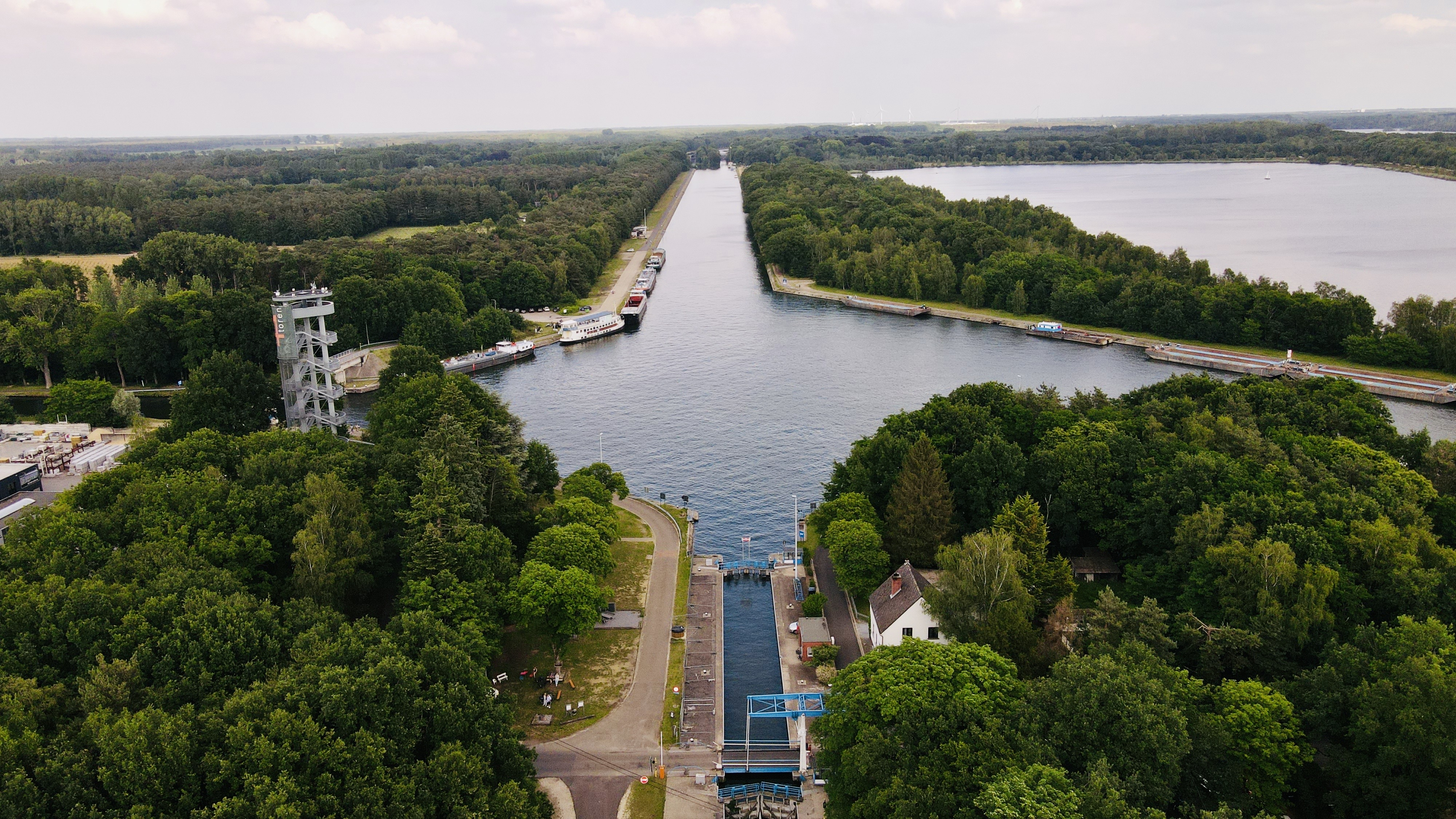
Sas 4-Toren

De Sas 4-Toren of Sas4-Toren is een Belgische uitkijktoren en bezoekerscentrum met speeltuin en -bos aan de kruising van drie kanalen: het kanaal Dessel-Turnhout-Schoten, het kanaal Bocholt-Herentals en het kanaal Dessel-Kwaadmechelen in Witgoor (deel van Dessel). Onderaan de toren bevindt zich de toeristische dienst van de gemeente met een bezoekerscentrum met informatie over de gemeente Dessel. De toren is 37 meter hoog en is het startpunt van het Pagadderpad voor kinderen. De trap telt 216 treden. 